# آثار سد و بند دو دره
آثار سد و بند دو دره مربوط به دوره ساسانیان است و در دشتستان، شمال شرقی تنگ ارم، محل دو دره واقع شده و این اثر در تاریخ ۷ مهر ۱۳۸۱ با شمارهٔ ثبت ۶۵۰۵ به‌عنوان یکی از آثار ملی ایران به ثبت رسیده است.